# رونالد ساندرز (صحفي)
رونالد ساندرز (بالإنجليزية: Ronald Sanders)‏ هو صحفي أمريكي، ولد في 7 يوليو 1932، وتوفي في 11 يناير 1991.